# Ruperto Zaldúa
Ruperto Zaldúa Bengoa (Durango, 1838-Vitoria, 1880) fue un pintor español.

## Biografía
Nació en Durango. Fue premiado con una mención honorífica en la exposición pública que se celebró en Vitoria en 1867. A este certamen había presentado una copia de un San Fernando y otra de los Esponsales de Santa Catalina, así como un bodegón.
Con el también fotógrafo Pablo Bausac, que era tío suyo, regentó un estudio de fotografía en Vitoria. Su tío falleció en 1880, y Zaldúa lo heredó. Murió, no obstante, unos meses después. El estudio pasaría a manos de su viuda, Basilia Tarrios y Uriondo.

## Nota
1. ↑  La Biblioteca Nacional de España, en su ficha, lo hace muerto en 1870, pero no concuerda con otras fuentes[1][2] y tampoco encaja con su biografía.